# Leontocaris lar
Leontocaris lar is een garnalensoort uit de familie van de Hippolytidae. De wetenschappelijke naam van de soort is voor het eerst geldig gepubliceerd in 1906 door Kemp.